# Rottalhorn
Rottalhorn är en bergstopp i Schweiz.   Den ligger i distriktet Goms och kantonen Valais, i den centrala delen av landet, 60 km sydost om huvudstaden Bern. Toppen på Rottalhorn är 3 975 meter över havet, eller 96 meter över den omgivande terrängen. Bredden vid basen är 0,21 km.
Terrängen runt Rottalhorn är huvudsakligen mycket bergig. Närmaste större samhälle är Grindelwald, 11,5 km nordost om Rottalhorn. 
Trakten runt Rottalhorn är permanent täckt av is och snö. Runt Rottalhorn är det ganska tätbefolkat, med 100 invånare per kvadratkilometer.